# 斯卡加斯特倫
斯卡加斯特伦（冰島語發音：[ˈskaːɣaˌstrœnt] ⓘ）是冰岛西北区的市镇，位于冰岛北部海岸，胡纳湾的东岸。市镇面积为53平方公里，2021年时人口数量为470人。

## 友好城市
斯卡加斯特伦的友好城市为：
- 芬兰 洛赫亞[3]
- 瑞典 韦克舍市镇